# 青山綾里
青山 綾里（あおやま あやり、現姓：西沢、1982年2月10日 - ）は、日本の元競泳選手。1998年世界水泳選手権100mバタフライ銀メダリスト、400mメドレーリレー銅メダリスト。現在は産経新聞で記者を務めている。

## 人物・経歴
新潟県柏崎市生まれ、石川県金沢市出身。
小学校時代は奈良イトマンスイミングスクールに所属していた。その後、イトマンの本校がある大阪のイトマンスイミングスクールに移った。中学時代に大阪のイトマンスイミングスクールに入った。近畿大学附属中学校・高等学校、日本大学経済学部を卒業。
近畿大学付属中学校在学中の1995年の日本選手権で1分0秒19の日本新記録で優勝した。同年11月12日、出蔵香、磯田順子、伊藤恵とともに400mメドレーリレーで4分15秒00の中学校記録を作った。1996年4月の日本選手権大会100mバタフライ予選で、日本人女子で初めて1分の壁を破る日本新記録（59秒47）、決勝では58秒83で自身の日本記録を更新して優勝（50mの途中計時27秒20は世界最高記録）し、アトランタオリンピックの日本代表に選ばれた（アトランタオリンピック日本選手団として最年少）。
オリンピックでは金メダル獲得が期待され、50mのターンではトップで折り返したが後半に失速、結局6位入賞に留まりメダル獲得はならなかった。400mメドレーリレー（中村真衣・田中雅美・千葉すず）でも予選落ちに終わった。
1997年3月のジュニアオリンピック春季大会、100mバタフライで、日本選手としては25年振りとなる世界新記録（短水路）を樹立する。
1998年1月のオーストラリア・パース世界水泳選手権競泳女子100mバタフライ決勝では、前半34mまで潜水キックを駆使し前半50mは世界記録のラップを0秒87凌ぐ26秒88で1位でターン、ラスト5mでわずかにジェニー・トンプソン（アメリカ）にかわされたが、58秒79の日本新で銀メダルを獲得した。さらに、400mメドレーリレーでも4分6秒26の日本新で銅メダルを獲得、五輪、世界選手権を通じて日本女子初のリレー種目メダル獲得に貢献した。この大会を最後に、バタフライおよび自由形のスタート、ターン後の潜水が15m以内に距離制限された。ルール変更後、1分の壁をなかなか破れなかったが同年のバンコクアジア大会で59秒44で優勝した。
しかし2000年シドニーオリンピックの代表には日本選手権で敗退、選考から漏れ競技者の第一線から退いた。
大学卒業後、2004年に産經新聞に入社 した。報道記者となり産經新聞編集局横浜総局にて警察（神奈川県警察）担当記者として活動、産經新聞神奈川県警記者クラブキャップも務めた。2008年の北京オリンピックを機に、横浜総局から本社運動部へ異動となり入社時に希望していたスポーツ取材の現場に入っている。
現在は結婚したことにより姓を西沢に変更している。

## 水中ドルフィンキック
1998年世界選手権までは、上記の五輪や日本選手権をはじめ、スタートから30m以上水中ドルフィンキックで進み、浮上した時点で2位以下を大きく引き離し、50mの途中計時では常に世界記録のラップを大幅に上回るタイムでターンするパターンを確立、好記録に結び付けた。なお、青山は1996年1月の関西選手権で50m自由形に出場、バタフライで泳いで優勝したこともある。
この水中ドルフィンキック（潜水泳法）は、青山が小学校4・5年の頃（1991－92年頃）、だれから教わることもなく、自分で始めたものである。青山が通常に水面で泳ぐよりも水面下をドルフィンキックで潜行した方が速く進めることに気付き、レースでも使うようになった。小学校5年のジュニアオリンピック夏季10歳以下50mバタフライで全国大会に初優勝した（この時の水中ドルフィンキックの距離は15m）。小学6年（1993年）では、50m、100mバタフライの学童新記録を出し、さらに、1994年のジュニアオリンピック春季大会では、小学生にして50mバタフライの短水路日本新記録を樹立する。
一方で、1995年の日本選手権初優勝の時（13歳）は148cm、1996年の五輪出場時（14歳）は152cm、1998年世界選手権の時（15歳）は158cmと、他の世界のトップスイマーに比べると10－20cmも小柄だったが、足首や肩のしなやかさ、柔らかさ、優れた心肺機能を生かした水中ドルフィンキックにより造波抵抗を受けることなく進め、むしろ小ささを武器に変えた。
イトマンSSの先輩である山本貴司は青山がイトマンSSに在籍中、青山の水中ドルフィンキックを参考にしたり研究したりしていた（『中日新聞』、『日本経済新聞』1996年4月7日付、また『毎日新聞』、『読売新聞』、『産経新聞』1997年9月17日付参照）。

## 国際大会
- アトランタオリンピック（1996年： アメリカ合衆国）
- 世界水泳選手権（1998年： オーストラリア）